# Norbert Kołomejczyk

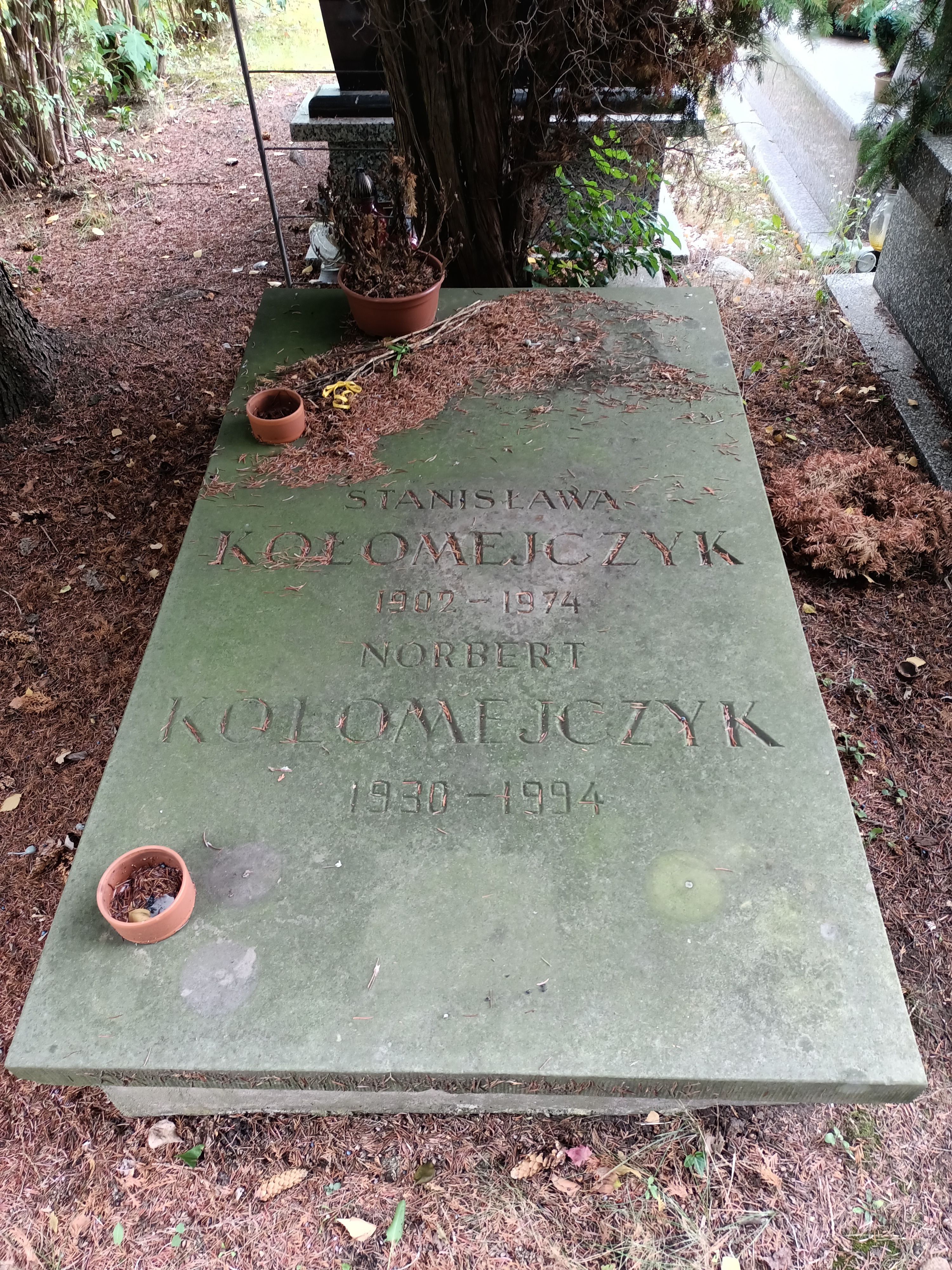
Grób Norberta Kołomejczyka na Cmentarzu Komunalnym Północnym w Warszawie

Norbert Kołomejczyk (ur. 11 listopada 1930 w Aleksandrowie Kujawskim, zm. 2 maja 1994) – polski historyk.

## Życiorys
W latach 1947-1949 był działaczem ZWM, a od 1948 ZMP. Maturę zdał w 1949 i wyjechał do ZSRR na studia na Uniwersytecie im. W. I. Lenina w Kazaniu, gdzie uzyskał magisterium z nauk historycznych w 1954. Od 1954 zatrudniony w Wydziale Historii Partii i Zakładzie Historii Partii przy KC PZPR. Od 1966 do 1971 był zastępcą kierownika Zakładu Historii Partii. Następnie pracował Centralnym Archiwum KC PZPR, gdzie również pełnił funkcję zastępcy kierownika aż do przejścia na emeryturę w 1988. Doktoryzował się w 1963 na podstawie rozprawy Z problemów rozwoju organizacyjnego Polskiej Partii Robotniczej VII 1944 – XII 1945 napisanej pod kierunkiem Józefa Kowalskiego. Habilitował się w 1975 na podstawie dorobku naukowego oraz pracy Rewolucje ludowe w Europie 1939-1948. Autor haseł w Słowniku biograficznym działaczy polskiego ruchu robotniczego.
Został pochowany na cmentarzu Północnym w Warszawie.

## Wybrane publikacje
- Ziemie Zachodnie w działalności PPR, Poznań: Wydawnictwo Poznańskie 1966.
- Rola PPR w odzyskaniu i zagospodarowaniu Ziem Zachodnich i Północnych, Warszawa: Rada Naczelna Towarzystwa Rozwoju Ziem Zachodnich "Polonia" 1967.
- Lata walki i pracy: ruch robotniczy na Pomorzu Zachodnim 1945-1948, Szczecin: Komitet Wojewódzki PZPR 1968.
- (współautor: Bronisław Syzdek) Polska w latach 1944-1949 : zarys historii politycznej, Warszawa: Państwowe Zakłady Wydawnictw Szkolnych 1968.
- Rewolucje socjalistyczne w krajach Europy środkowej i południowo-wschodniej, ich przebieg i specyfika, Warszawa: Centralna Szkoła Partyjna przy KC PZPR 1968.
- Rewolucja ludowo-demokratyczna w Rumunii, Warszawa: Centralna Szkoła Partyjna przy KC PZPR 1970.
- Rewolucyjne tradycje PZPR, Warszawa: Stołeczny Ośrodek Propagandy Partyjnej KW PZPR 1970.
- Rewolucje ludowe w Europie 1939-1948, Warszawa: "Wiedza Powszechna" 1973.
- (współautor: Adam Koseski) Wspólnota socjalistyczna : 30 lat rozwoju,  Warszawa: Wydawnictwo Ministerstwa Obrony Narodowej 1976.
- Paweł Finder, Warszawa: "Książka i Wiedza" 1977.
- (współautor: Adam Koseski) Europejskie państwa socjalistyczne 1948-1960 : zarys historii politycznej, Warszawa: "Wiedza Powszechna" 1977.
- Czechosłowacka Republika Socjalistyczna : zarys rozwoju społeczno-politycznego, Warszawa: Wydawnictwo Ministerstwa Obrony Narodowej 1981.
- Węgierska Republika Ludowa : zarys rozwoju społeczno-politycznego, Warszawa: Wydawnictwo Ministerstwa Obrony Narodowej 1983.
- (współautor: Adam Koseski) Europejskie państwa socjalistyczne Europejskie państwa socjalistyczne 1960-1975,  Warszawa : "Wiedza Powszechna" 1984.
- (współautor: Marian Malinowski) Polska Partia Robotnicza : 1942-1948, Warszawa: "Książka i Wiedza" 1986.
- Wśród dwóch narodów : Komunistyczna Partia Czechosłowacji,  Warszawa: Młodzieżowa Agencja Wydawnicza 1987.
- Drogą Lenina: Komunistyczna Partia Związku Radzieckiego, Warszawa: Młodzieżowa Agencja Wydawnicza 1988.
- Jak powstała Polska Zjednoczona Partia Robotnicza, Warszawa: "Książka i Wiedza" 1988.
- Polska Zjednoczona Partia Robotnicza 1948-1986, Warszawa: "Książka i Wiedza" 1988.
- (współautor: Adam Koseski) Wspólnota państw socjalistycznych : geneza i główne tendencje rozwoju,  Warszawa: Młodzieżowa Agencja Wydawnicza 1988.

## Nagrody
- Nagroda "Trybuny Ludu" (zespołowa) dla autorów książki Ruch robotniczy w Polsce Ludowej (1975)[3]
- Nagroda "Trybuny Ludu" (zespołowa) dla autorów i redaktorów książki Międzynarodowy ruch robotniczy (1976)[4]
- Nagroda „Trybuny Ludu” (zespołowa) dla kolegium Archiwum Ruchu Robotniczego (1983)[5]
- Nagroda im. Ludwika Waryńskiego (1986, wspólnie z Marianem Malinowskim) za monografię "Polska Partia Robotnicza 1942-1948" (Książka i Wiedza, wyd. I 1986)[6]